# Campeonato Mundial de Atletismo Júnior de 2010 - Arremesso de peso feminino
A prova do arremesso de peso feminino do Campeonato Mundial de Atletismo Júnior de 2010 ocorreu no dia 20 de julho em Moncton, no Canadá. 

## Recordes
Antes desta competição, os recordes mundiais e do campeonato nesta prova eram os seguintes:
|     | Nome              | Nacionalidade     | Distância | Local      | Data                |
| --- | ----------------- | ----------------- | --------- | ---------- | ------------------- |
| WJR | Astrid Kumbernuss | Alemanha Oriental | 20.54 m   | Orimattila | 1 de julho de 1989  |
| CR  | Cheng Xiaoyan     | China             | 18.74 m   | Lisboa     | 21 de julho de 1994 |

## Medalhistas
| Ouro                | Prata            | Bronze                  |
| Meng Qianqian (CHN) | Cui Shuang (CHN) | Evgeniya Smirnova (RUS) |

## Cronograma
Todos os horários são locais (UTC-4).
| Data        | Hora  | Evento       |
| ----------- | ----- | ------------ |
| 20 de julho | 09:10 | Qualificação |
| 20 de julho | 21:15 | Final        |

## Resultados

### Qualificação
A qualificação se iniciou no dia 20 de julho ás 09:10. 
Grupo A
| Posição | Atleta              | Nacionalidade  | Tentativas | Tentativas | Tentativas | Resultados | Notas                |
| Posição | Atleta              | Nacionalidade  | 1          | 2          | 3          | Resultados | Notas                |
| ------- | ------------------- | -------------- | ---------- | ---------- | ---------- | ---------- | -------------------- |
| 1       | Evgeniya Smirnova   | Rússia         | x          | 15.86      | -          | 15.86      | Q                    |
| 2       | Cui Shuang          | China          | 15.52      | 15.76      | -          | 15.76      | Q                    |
| 3       | Lena Urbaniak       | Alemanha       | 14.03      | x          | 15.18      | 15.18      | q                    |
| 4       | Olga Holodnaya      | Ucrânia        | 14.13      | 15.07      | x          | 15.07      | q                    |
| 5       | Magdalena Zebrowska | Polónia        | 14.63      | 14.76      | 14.57      | 14.76      | q                    |
| 6       | Corinne Nugter      | Países Baixos  | 14.30      | x          | 14.37      | 14.37      |                      |
| 7       | Francesca Stevanato | Itália         | 13.16      | 13.01      | 13.59      | 13.59      |                      |
| 8       | Ioana Iancu         | Roménia        | 13.02      | 13.47      | 13.21      | 13.47      |                      |
| 9       | Rachel Roberts      | Estados Unidos | x          | 13.28      | x          | 13.28      |                      |
| 10      | Geisa Arcanjo       | Brasil         | 16.63      | -          | -          | DSQ        | Regra 32.2 da IAAF Q |

Grupo B
| Posição | Atleta            | Nacionalidade  | Tentativas | Tentativas | Tentativas | Resultados | Notas |
| Posição | Atleta            | Nacionalidade  | 1          | 2          | 3          | Resultados | Notas |
| ------- | ----------------- | -------------- | ---------- | ---------- | ---------- | ---------- | ----- |
| 1       | Meng Qianqian     | China          | 16.21      | -          | -          | 16.21      | Q     |
| 2       | Brittany Smith    | Estados Unidos | 15.84      | -          | -          | 15.84      | Q     |
| 3       | Pamela Kiel       | Países Baixos  | 15.15      | 15.48      | 15.16      | 15.48      | q     |
| 4       | Paulina Guba      | Polónia        | 15.13      | x          | 15.20      | 15.20      | q     |
| 5       | Kristin Zaumsegel | Alemanha       | 14.52      | 14.83      | 14.81      | 14.83      | q     |
| 6       | Margaret Satupai  | Samoa          | 14.79      | x          | 14.73      | 14.79      | q     |
| 7       | Cecilia Dzul      | México         | 12.99      | 14.08      | 14.18      | 14.18      |       |
| 8       | Fabienne Ngoma    | França         | 13.54      | x          | 13.76      | 13.76      |       |
| 9       | Marieta Kutsarova | Bulgária       | 13.43      | 13.12      | 13.54      | 13.54      |       |
| 10      | Chelsea Whalen    | Canadá         | 12.63      | 13.28      | x          | 13.28      |       |

### Final
A prova final foi realizada no dia 20 de julho ás 21:15. 
| Posição           | Atleta              | Nacionalidade  | Tentativas | Tentativas | Tentativas | Tentativas | Tentativas | Tentativas | Resultados | Notas              |
| Posição           | Atleta              | Nacionalidade  | 1          | 2          | 3          | 4          | 5          | 6          | Resultados | Notas              |
| ----------------- | ------------------- | -------------- | ---------- | ---------- | ---------- | ---------- | ---------- | ---------- | ---------- | ------------------ |
| Medalha de ouro   | Meng Qianqian       | China          | 16.94      | 16.77      | x          | 16.56      | x          | x          | 16.94      |                    |
| Medalha de prata  | Cui Shuang          | China          | x          | 15.69      | 16.13      | x          | 15.50      | 15.49      | 16.13      |                    |
| Medalha de bronze | Evgeniya Smirnova   | Rússia         | 15.19      | 15.40      | x          | 15.22      | 15.40      | 15.75      | 15.75      |                    |
| 4                 | Margaret Satupai    | Samoa          | x          | 15.13      | 15.38      | 14.41      | 15.62      | 15.35      | 15.62      |                    |
| 5                 | Pamela Kiel         | Países Baixos  | 15.19      | 15.40      | 14.45      | 15.53      | 15.27      | 15.56      | 15.56      |                    |
| 6                 | Brittany Smith      | Estados Unidos | 15.47      | x          | 14.29      | 14.43      | 14.71      | 15.01      | 15.47      |                    |
| 7                 | Paulina Guba        | Polónia        | 14.36      | 15.20      | x          | x          | 15.16      | x          | 15.20      |                    |
|                   |                     |                |            |            |            |            |            |            |            |                    |
| 8                 | Olga Holodnaya      | Ucrânia        | 15.17      | 14.55      | 15.05      |            |            |            | 15.17      |                    |
| 9                 | Magdalena Zebrowska | Polónia        | 14.79      | 15.10      | 14.76      |            |            |            | 15.10      |                    |
| 10                | Lena Urbaniak       | Alemanha       | 15.09      | 14.89      | x          |            |            |            | 15.09      |                    |
| 11                | Kristin Zaumsegel   | Alemanha       | 14.32      | 14.76      | 14.56      |            |            |            | 14.76      |                    |
| 12                | Geisa Arcanjo       | Brasil         | x          | 16.36      | 17.02      | x          | 16.90      | 16.50      | DSQ        | Regra 32.2 da IAAF |

Legenda
| Recorde mundial       | Recorde mundial (World record)               |                       | Recorde africano                      | Recorde africano (African) |                                           | Q | Classificado por posição (Qualified) |
| Recorde do campeonato | Recorde do campeonato (Championship record)  | Recorde da América    | Recorde da América (Americas)         | q                          | Classificado por melhor tempo (Qualified) |   |                                      |
| Melhor marca do ano   | Melhor marca do ano (World leading)          | Recorde asiático      | Recorde asiático (Asian)              | DNS                        | Não largou (Did not start)                |   |                                      |
| Recorde nacional      | Recorde nacional (National record)           | Recorde europeu       | Recorde europeu (European)            | DNF                        | Não terminou (Did not finish)             |   |                                      |
| Recorde pessoal       | Recorde pessoal do atleta (Personal best)    | Recorde da Oceania    | Recorde da Oceania (Oceania)          | DSQ / DQ                   | Desclassificado (Disqualified)            |   |                                      |
| Recorde da temporada  | Recorde da temporada do atleta (Season best) | Recorde sul-americano | Recorde sul-americano (South America) | NM                         | Sem marca (No mark)                       |   |                                      |